# Alvordia
Alvordia es un género de plantas con flores perteneciente a la familia  Asteraceae.  Comprende 5 especies descritas y de estas, solo 4 aceptadas.

## Taxonomía
El género fue descrito por Townshend Stith Brandegee y publicado en Proc. Calif. Acad. Sci. ser. 2. 2: 174. 1889. La especie tipo es Alvordia glomerata Brandegee		

## Especies aceptadas
A continuación se brinda un listado de las especies del género Alvordia aceptadas hasta julio de 2012, ordenadas alfabéticamente. Para cada una se indica el nombre binomial seguido del autor, abreviado según las convenciones y usos.
- Alvordia brandegeei A.M.Carter
- Alvordia congesta (Rose ex Hoffman) B.L.Turner
- Alvordia fruticosa Brandegee
- Alvordia glomerata Brandegee